# Christian Kautz
Christian Kautz, švicarski dirkač, * 23. november 1913, Bruselj, Belgija, † 4. julij 1948, Bremgarten bei Bern, Švica.
Christian Kautz se je rodil 23. novembra 1913 v Bruselju kot sin švicarskega multi milijonarja. Z dirkanjem se je začel ukvarjati v sezoni 1936, ko je z dirkalnikom Maserati 4CM nastopil na manjši dirki Coupe de Prince Rainier in zasedel četrto mesto, na dirki za Veliko nagrado Doningtona pa je odstopil. V naslednji sezoni 1937 se je pridružil moštvu Mercedes-Benz. Z dirkalnikom Mercedes-Benz W125 je nastopil na vseh petih prvenstvenih dirkah in dosegel četrto mesto na dirki za Veliko nagrado Belgije, šesto mesto na dirki za Veliko nagrado Nemčije, tretje mesto na dirki za Veliko nagrado Monaka, šesto mesto na domači dirki za Veliko nagrado Švice in odstop na zadnji dirki sezone za Veliko nagrado Italije, kar mu je skupno prineslo delitev tretjega mesta v prvenstvu. V naslednji sezoni 1938 je prestopil v Auto Union, toda prav na vseh dirkah, na katerih je v tej sezoni nastopil, je odstopil.
Med drugo svetovno vojno je bil preizkusni pilot ameriškega letalskega koncerna Lockheed. Po koncu vojne se je z dirkalnikom Maserati 4CL vrnil na dirke v sezoni 1946, v naslednji sezoni 1947 pa je na dirki Grand Prix de la Marne dosegel svojo zadnjo zmago. V naslednji sezoni 1948 se je smrtno ponesrečil na domači dirki za Veliko nagrado Švice na dirkališču Circuit Bremgarten v nesreči v ovinku Tenni, poimenovanem po Omobonu Tenniju, ki se je bil smrtno ponesrečil le tri dni prej na treningu. 